# Ram Ouedraogo
Ram Ouedraogo (Agboville, Costa de Marfil, 2 de enero de 1950-), líder de los ecologistas de Burkina Faso, excandidato presidencial a las elecciones de 2005. Nació en Costa de Marfil, pero sus padres eran de la provincia de Passoré, Burkina Faso, donde vivió desde niño.

## Carrera política
Organizó a los medioambientalistas de Burkina Faso, los convocó primero en la Unión de los Verdes para el Desarrollo de Burkina (UVDB), participando de las elecciones presidenciales de 1998, donde se colocó segundo tras Blaise Compaoré, logrando un 6,61% de los votos. Más tarde fundaría un nuevo partido, la Agrupación de los Ecologistas de Burkina (RDEB).
Sirvió en el gobierno como Ministro de Estado para la Reconciliación Nacional (1999-2002). En las elecciones presidenciales de 2005, se colocó quinto de los trece candidatos, recibiendo 42.061 sufragios, correspondientes al 2,04%.

## Historia electoral
- Elección presidencial de Burkina Faso (1998), para el período 1999-2006[3]

| Candidato       | Partido | Votos     | %      | Resultado  |
| --------------- | ------- | --------- | ------ | ---------- |
| Blaise Compaoré | CDP     | 1 981 713 | 87,52% | Presidente |
| Ram Ouedraogo   | UVDB    | 149 650   | 6,61%  |            |
| Fredéric Guima  | RDA     | 132 930   | 5,87%  |            |

- Elección presidencial de Burkina Faso (2005), para el período 2006-2011[4]

| Candidato                   | Partido | Votos     | %      | Resultado  |
| --------------------------- | ------- | --------- | ------ | ---------- |
| Blaise Compaoré             | CDP     | 1 660 148 | 80,35% | Presidente |
| Bénéwendé Stanislas Sankara | UNIR-MS | 100 816   | 4,88%  |            |
| Laurent Bado                | PAREN   | 53 743    | 2,60%  |            |
| Philippe Ouedraogo          | PDS     | 47 146    | 2,28%  |            |
| Ram Ouedraogo               | RDEB    | 42 061    | 2,04%  |            |
| Ali Lankoandé               | PDP-PS  | 35 949    | 1,74%  |            |
| Norbert Michel Tiendrébéogo | FFS     | 33 353    | 1,61%  |            |
| Soumane Touré               | PAI     | 23 266    | 1,13%  |            |
| Gilbert Bouda               | PBR     | 21 658    | 1,05%  |            |
| Pargui Emile Paré           | MPS-PF  | 17 998    | 0,87%  |            |
| Hermann Yaméogo             | UNDD    | 15 685    | 0,76%  |            |
| Tjube Clément Dakio         | UDD     | 7 741     | 0,37%  |            |
| Nayabtigungu Congo Kaboré   | MTP     | 6 706     | 0,32%  |            |